# Cyanophora biloba
Espèce
Cyanophora biloba est une espèce d'algues de la famille des Glaucocystaceae, de l'embranchement des Glaucophyta. 